# James Stewart (színművész)
James Maitland Stewart (Indiana, Pennsylvania, 1908. május 20. – Los Angeles, Kalifornia, 1997. július 2.) Oscar-díjas amerikai filmszínész, aki főleg Alfred Hitchcock és Frank Capra filmjeiben játszott szerepeivel írta be magát a filmtörténelembe. Olyan klasszikus filmekben játszott főszerepet, mint a Hátsó ablak, a Szédülés, Az élet csodaszép vagy a Becsületből elégtelen.

## Élete

### Származása, pályakezdése
James Maitland Stewart néven látta meg a napvilágot 1908. május 20-án. Anyja, Elizabeth Ruth Jackson (1875–1953) kiváló zongorista és apja, Alexander Maitland Stewart (1871–1961) bolttulajdonos, így fiuk főként skót származású, presbiteriánus vallású volt. Veterán ősei részt vettek az amerikai forradalomban, az 1812-es brit-amerikai háborúban, és az amerikai polgárháborúban. Édesapja harcolt a spanyol–amerikai háborúban és az első világháborúban.
1932-ben egy cserkészelőadáson játszott először amatőr színészként, miután a jónevű Princetoni Egyetem építészdiplomáját summa cum laude vette át. Évekig szobatársa és jó barátja volt Henry Fonda, akinek későbbi felesége, Margaret Sullavan, nem egyszer kérte fel őt partneréül.
Jimmy Stewart – a háború előtt csak így emlegették ezt a „kissé affektáltan orrhangú, tétován lassú beszédű, nyakigláb mamlaszt” – 1935-ben szerződött le az MGM stúdióhoz. Az 1930-as években több felejthető filmben is szerepet kapott, majd az áttörést a Frank Caprával való együttműködése hozta meg. 1939-ben a Mr. Smith Washingtonba megy című filmjükkel arattak hatalmas sikert, amelyet tíz Oscar-díjra jelöltek, köztük Stewart jelölésével. Ám a szobrocskát csak a következő évben kapta meg a Philadelphiai történetben szereplő újságíró alakításáért. 

### Katonai szolgálata
1940-ben besorozták, ami nem volt ellenére, sőt szeretett volna a légierőhöz kerülni. A 192 centiméter magas színész két kilogrammal maradt alatta az ehhez elvárt 67 kilogrammnak, ezért ez első nekifutásra nem sikerült neki. Az MGM stúdiófőnöke Louis B. Meyer heves tiltakozása ellenére azonban Stewart rávett egy sorozótisztet, hogy ismételjék meg a felvételi eljárást, másodszor „elfeledkezve” a mérlegelésről. A légierő belépési papírjait így már – végül alig néhány nappal az Oscar-díj átvétele után – aláírhatta. Mivel saját kétüléses géppel rendelkezve már gyakorlott pilótának számított, repülőkadétként kezdte meg katonai pályafutását. Felettesei eleinte nem vállalták annak kockázatát, hogy Amerika egyik legnépszerűbb filmcsillaga megsebesüljön, ezért repülőoktatói beosztást kapott az Egyesült Államokban. 1943 novemberében elégelték meg állandó nyaggatásait, és az amerikai 8. légi hadsereg Liberator típusú gépekkel repülő 445. bombázóezredéhez vezényelték századparancsnoknak, amely az angliai Tibenhamben (Norwich mellett) állomásozott. Itteni beosztása korántsem volt veszélytelen. Már három hónappal megérkezése után megkapta a Repülős Érdemkeresztet, mert egy ízben válságos helyzetben, erős légelhárítás közben egyben tartotta kötelékét. Összesen húsz bevetést repült, miközben viszonylag csekély volt a matematikai esély arra, hogy ennyit valaki túléljen egy bombázó legénységének tagjaként. Ennek megfelelően életét nagy valószínűséggel áthelyezése mentette meg 1944 márciusában. Nem messze Tibenhamtől, Old Buckenhamben lett ezredhadműveleti tiszt, ahol is a hadműveletek irányítását és a hajózó személyzetek eligazítását végezte. Júliusban újabb állomáshely következett: a 2. repülődandár hetheli főhadiszállása (alezredesként). Bevetési jelentések felvételét kapta feladatául és azt, hogy lelket öntsön a bevetésekről visszatérőkbe. Egykori tibenhami alakulata szeptemberben nagyobb veszteséget volt kénytelen elszenvedni, mint bármely addigi harcoló alakulat az amerikai légi hadviselés történetében. Katonaideje alatt a környezetében lévők nem győztek csodálkozni azon, hogy viselkedése mennyire azonos a filmvásznon látott stílusával: az életben is „öregemnek” szólította embereit, legerősebb kifejezésként pedig olyanokat használt, mint: „a kutyafáját!” vagy „tyű, a teremtésit!”.

### A háború után
1945-ben leszerelt a hadseregből. A háború utáni első mozifilmje Az élet csodaszép lett, Frank Capra rendezésében. Noha a film bemutatásakor elég vegyes fogadtatásban részesült, ma már nincs olyan karácsony, amikor valamelyik tévécsatorna ne vetítené le. 1948 fordulópont volt életében: ekkor kezdődött négy filmen át tartó munkakapcsolata Alfred Hitchcockkal. Az első filmje, amiben szerepet kapott, A kötél volt. A stúdió vezetői eredetileg Cary Grantet szerették volna a film főszerepére, de Hitchcock kitartott Stewart mellett. A film mindvégig izgalmas, energikus alkotás, annak ellenére, hogy mindössze egy helyszínen játszódik.

### Az ötvenes-hatvanas évek
Az 1950-es években Stewart az egykori nyakigláb vígjátékszínészből komoly drámai színésszé fejlődött. Anthony Mann westernjeiben ő volt a saját igazáért küzdő, kisemmizett hős, Hitchcock filmjeiben pedig szembenéz saját démonaival, hogy szeretteit megmenthesse. Alakította Glenn Millert, a zenészt, és pilótai tehetségét is megmutathatta a Szent Lajos város szelleme című filmben, ahol Charles Lindberghet alakította. 1958-ban Stewart szakmailag abszolút a csúcson volt. Hitchcock őt kérte fel új filmje, a Szédülés főszerepére. A korabeli kritikusok ezt zavaros, nehezen értelmezhető mozinak titulálták, nem is aratott osztatlan sikert. Az idő azonban alkotóit igazolta. A következő évben Stewart az Egy gyilkosság anatómiájában vállalt szerepet. Ezért a filmért kapta ötödik (és egyben utolsó) Oscar-jelölését. Az 1960-as évek már évek nem hoztak újabb nagy áttörést, de James Stewart így is számtalan filmben bizonyította tehetségét. Előtérbe kerültek a westernek: Two Rade Together, Aki megölte Liberty Valance-t, How The West Was Won, Cheyenne ősz, Firecreek stb. Az 1962-es Aki megölte Liberty Valance-t volt az első közös filmje John Wayne-nel.

### Magánélete
James Stewart 1949-ben feleségül vette Gloria Hatlick McLeant, két ikergyermekük született 1951-ben: Kelly és Judy. Korábban viszonya volt Olivia de Havillanddel, az Elfújta a szél sztárjával.

### Utolsó évei, elhunyta
Az 1970-es évektől kezdve Stewart egyre kevesebb szerepet vállalt, azt is elsősorban tévéfilmekben. 1976-ban újra együtt szerepelt Wayne-nel, a következő években pedig az Airport ’77-ben, a Lassie varázsában és A nagy álom című Humphrey Bogart-film remake-jében. 1985-ben az Amerikai Filmakadémia életműdíjjal tüntette ki. 1997 februárjában kórházba szállították, szabálytalan szívműködése miatt. Június 25-én állapota fokozatosan romlott, jobb lábában trombózis alakult ki, ami hét nappal később vérrög formájában ráment a tüdejére. 1997. július 2-án halt meg Los Angelesben, 89 éves korában. Halálát tüdőembólia okozta.
Sírja a Los Angeles-i Forest Lawn temetőben található.

## Ismertebb filmjei
- Feleségek titkárnők ellen (1936)
- A cingár férfi nyomában (1936)
- Így élni jó (1938)
- Asszonylázadás (1939)
- Feleségem karrierje (1939)
- Becsületből elégtelen (1939)
- Egymásnak teremtve (1939)
- Mégis szép a világ (1939)
- Saroküzlet (1940)
- A halálos vihar (1940)
- Philadelphiai történet (1940)
- Éjjel-nappal jazz (1941)
- Az élet csodaszép (1946)
- A kötél (1948)
- Stratton története (1949)
- A 73-as winchester (1950)
- Törött nyíl (1950)
- Barátom, Harvey (1950)
- Göröngyös légi utak (1951)

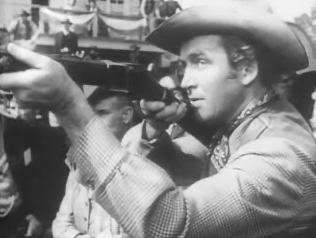
A 73-as winchester című filmben (1950)

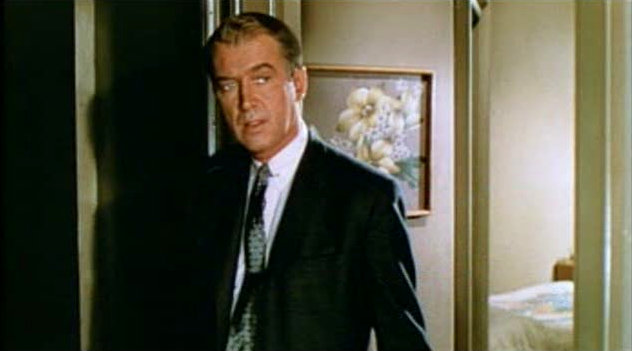
Szédülés (1958)

- A földkerekség legnagyobb show-ja (1952)
- A folyó mentén (1952)
- Glenn Miller élete (1953)
- A meztelen nyom (1953)
- Hátsó ablak (1954)
- Cowboy az aranyásók között (1954)
- Férfi Laramie-ből (1955)
- Stratégiai légierő-parancsnokság (1955)
- Az ember, aki túl sokat tudott (1956)
- A St. Louis-i lélek (1957)
- Éjszakai átkelés (1957)
- Szédülés (1958)
- Boszorkányos szerelem (1958)
- Egy gyilkosság anatómiája (1959)
- Az FBI sztori (1959)
- Együtt vágtattak (1961)
- Mr. Hobbs szabadságra megy (1962)
- A vadnyugat hőskora (1962)
- Aki megölte Liberty Valance-t (1962)
- Cheyenne ősz (1964)
- Shenandoah (1965)
- A főnix felrepül (1965)
- Kedves Brigitte (1965)
- Firecreek (1968)
- A bandita (1968)
- The Cheyenne Social Club (1970)
- Harvey (Harvey) (1972)
- Musical múzeum (1974)
- A mesterlövész (1976)
- Airport '77 (1977)
- A nagy álom (1978)
- A varázslatos Lassie (1978)
- Afrikai mese (1980)
- Right of Way (1983)
- Észak és dél – 2. könyv (TV Mini-Sorozat) (1986)
- Egérmese 2. – Egérkék a Vadnyugaton (1991)

## Jelentősebb díjai
- Oscar-díj
  - díj: legjobb férfi főszereplő - Philadelphiai történet (1940)
- Golden Globe-díj
  - díj: legjobb férfi főszereplő (televíziós drámasorozat) - Hawkins (1974)
- Velencei Nemzetközi Filmfesztivál
  - díj: legjobb színész - Egy gyilkosság anatómiája (1959)

## Fordítás
- Ez a szócikk részben vagy egészben  a   James Stewart (actor) című angol Wikipédia-szócikk fordításán alapul.  Az eredeti cikk szerkesztőit annak laptörténete sorolja fel. Ez a jelzés csupán a megfogalmazás eredetét és a szerzői jogokat jelzi, nem szolgál a cikkben szereplő információk forrásmegjelöléseként.